# Polygala mascatensis
Polygala mascatensis är en jungfrulinsväxtart som beskrevs av Pierre Edmond Boissier. Polygala mascatensis ingår i släktet jungfrulinssläktet, och familjen jungfrulinsväxter. Inga underarter finns listade i Catalogue of Life.